# アルフレッド・ドゥルーリー

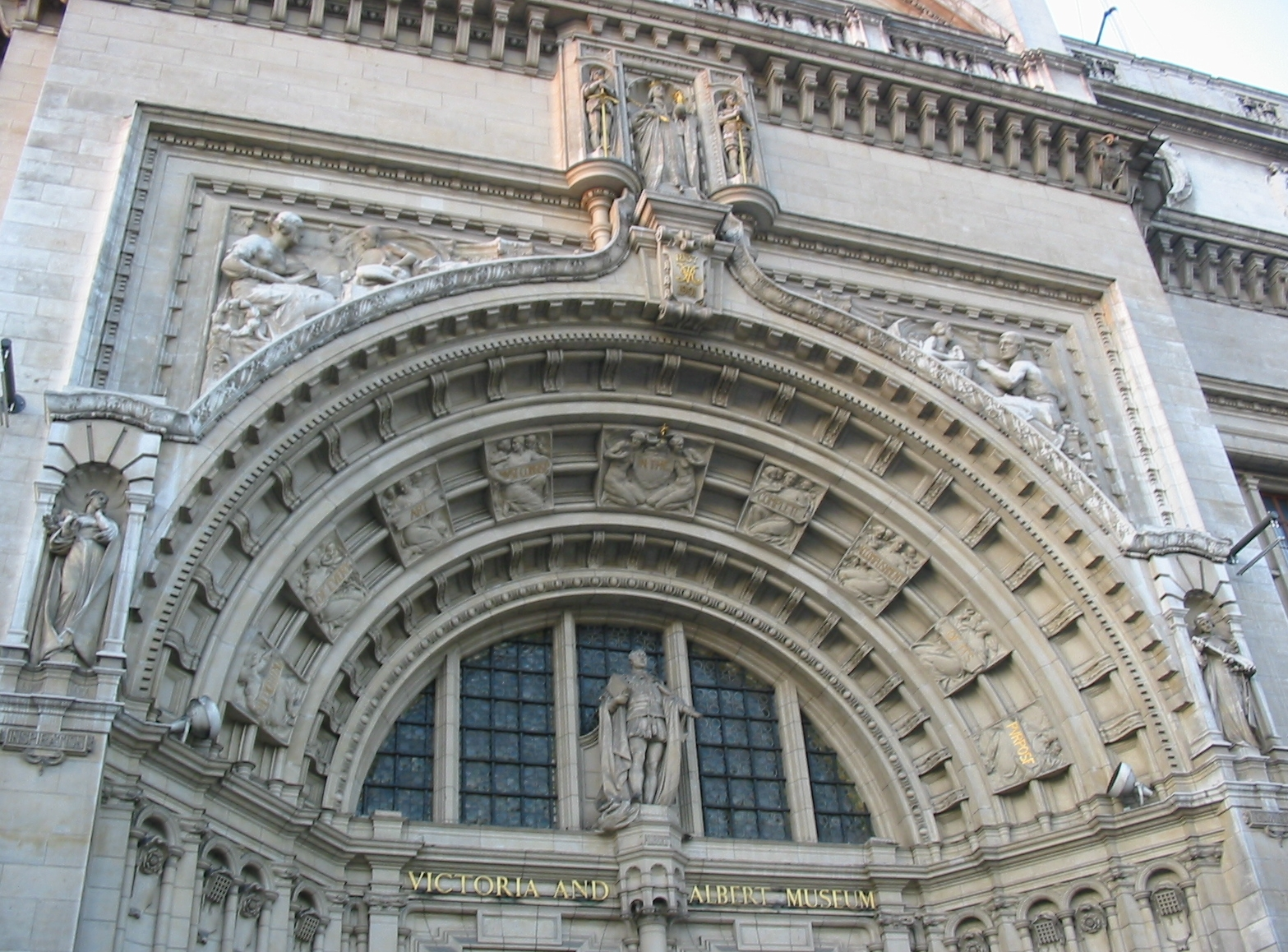
ヴィクトリア&アルバート博物館のエントランス（ロンドン）

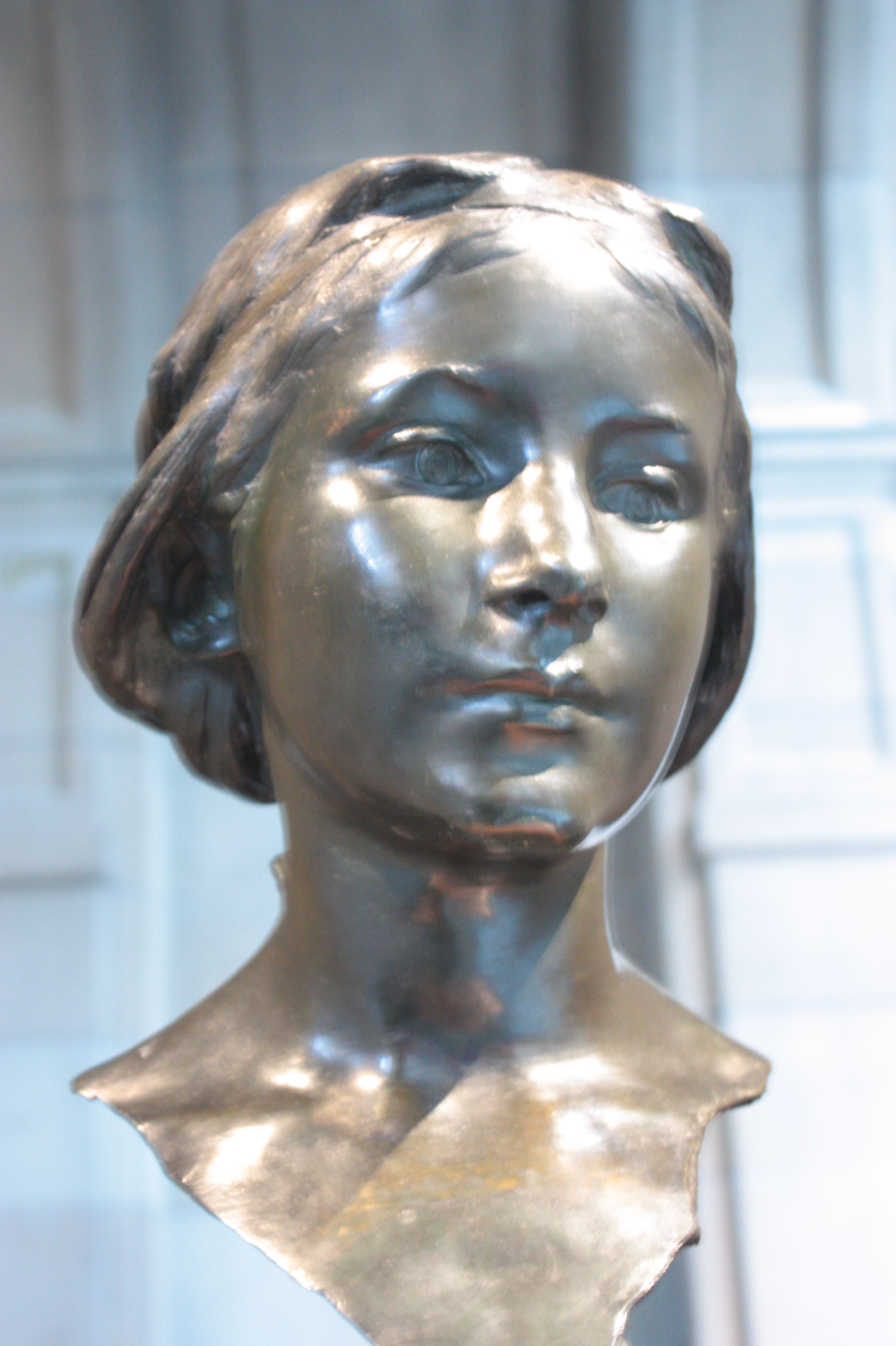
グリゼルダ（1897年）

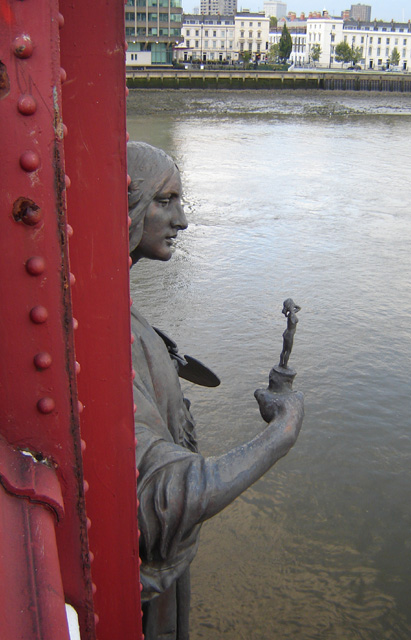
「美術」を象徴する自分自身の像を持つ少女のブロンズ像（ロンドン、ヴォクスホール・ブリッジ）

（エドワード）・アルフレッド・ブリスコー・ドゥルーリー RA（(Edward) Alfred Briscoe Drury、1856年11月11日 - 1944年12月24日）は、イギリスの建築彫刻家、ニュー・スカルプチュア・ムーブメントの主要人物。

## 生涯
1856年11月11日、ロンドンのイズリントンに生まれる。フランス人のエドゥアール・ランテリ、ジュール・ダルーの下で学び、ダルーとは1881年から1885年にかけて共に仕事をした。その後ジョセフ・エドガー・ベームのアシスタントを務めた。
1910年にロイヤル・アカデミー・オブ・アーツの準会員に選ばれ、1913年に正会員となった。またインターナショナル・ソサエティ・オブ・スカルプター・ペインター・アンド・グレーバー（直訳: 国際塑像家画家彫刻家協会 (英語版) ）のメンバーでもあった。
1944年12月24日、クリスマス・イブの日にドゥルーリーは亡くなった。

## 主な作品
- ホワイトホールの旧陸軍省にある、悲しみと喜び・戦争の恐怖と尊厳・真実と正義・勝利と名声、を表現した4組の寓意的作品群（1905年）[2]。
- ヴォクスホール・ブリッジの下流側に設置された、教育・美術・科学・地方自治、を象徴する4体の巨大なブロンズ像。
- ロイヤル・アカデミーの本拠地バーリントンハウスの前庭にあるジョシュア・レノルズ像。
- トーマス・ブロック（英語版）によるヴィクトリア・メモリアル (ロンドン)（英語版）の一部としての、西アフリカ・カナダ・南アフリカを表す門柱像[2]。
- ロイヤル・エクスチェンジ（英語版）にサー・アストン・ウェッブ（英語版）が設計したロンドン・トゥループス・ウォー・メモリアル (英語版) のための一対の像とその他の彫刻作品群[2][7]。
- ウーリッジ ポーイス・ストリートに建つロイヤル・アーセナル・コーペレイティヴ・ソサエティ (英語版) ビルの前にあるアレクサンダー・マクラウド像[8]。

## 作品ギャラリー

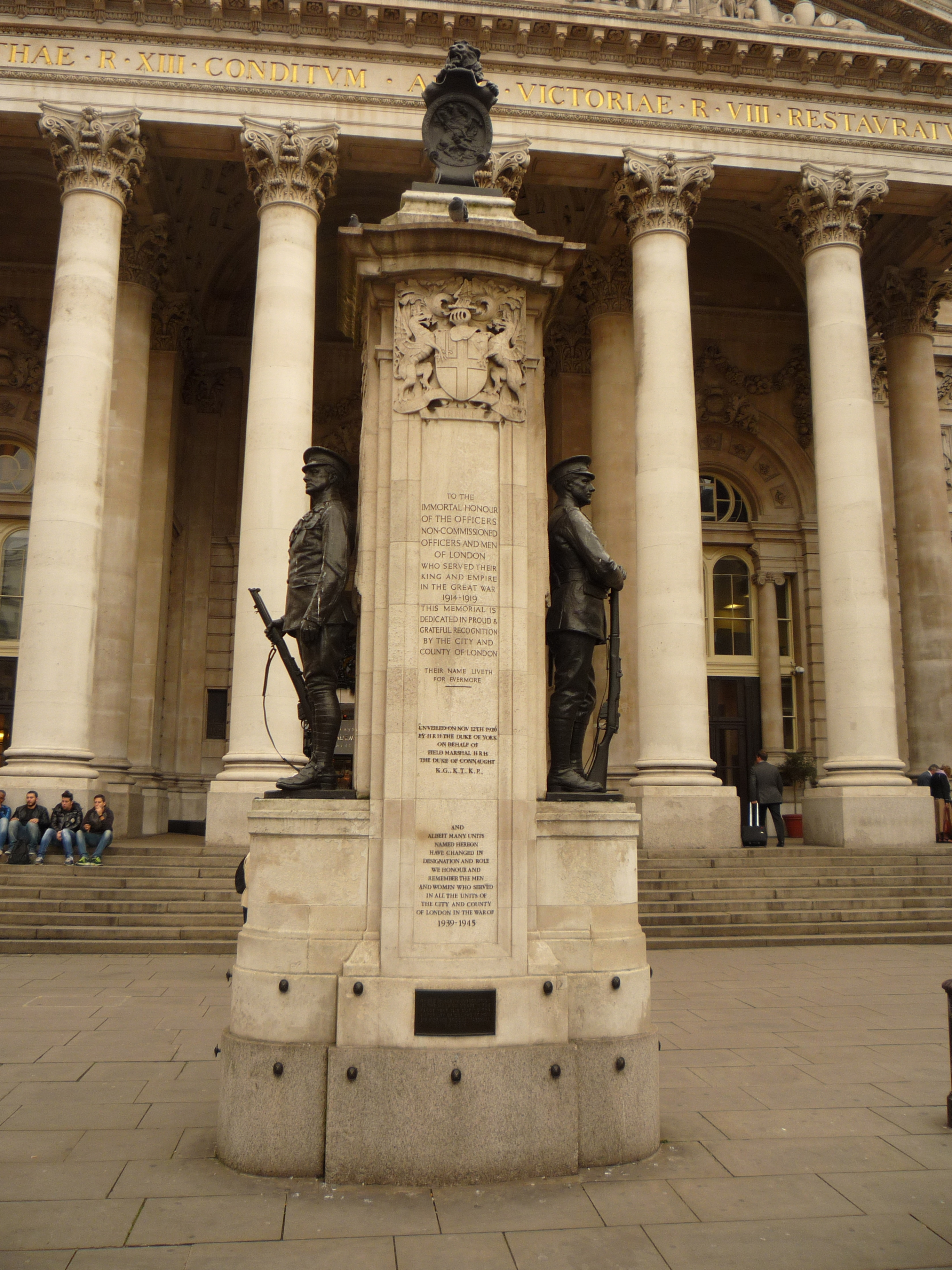
ロンドン・トゥループス・ウォー・メモリアル、ロイヤル・エクスチェンジ
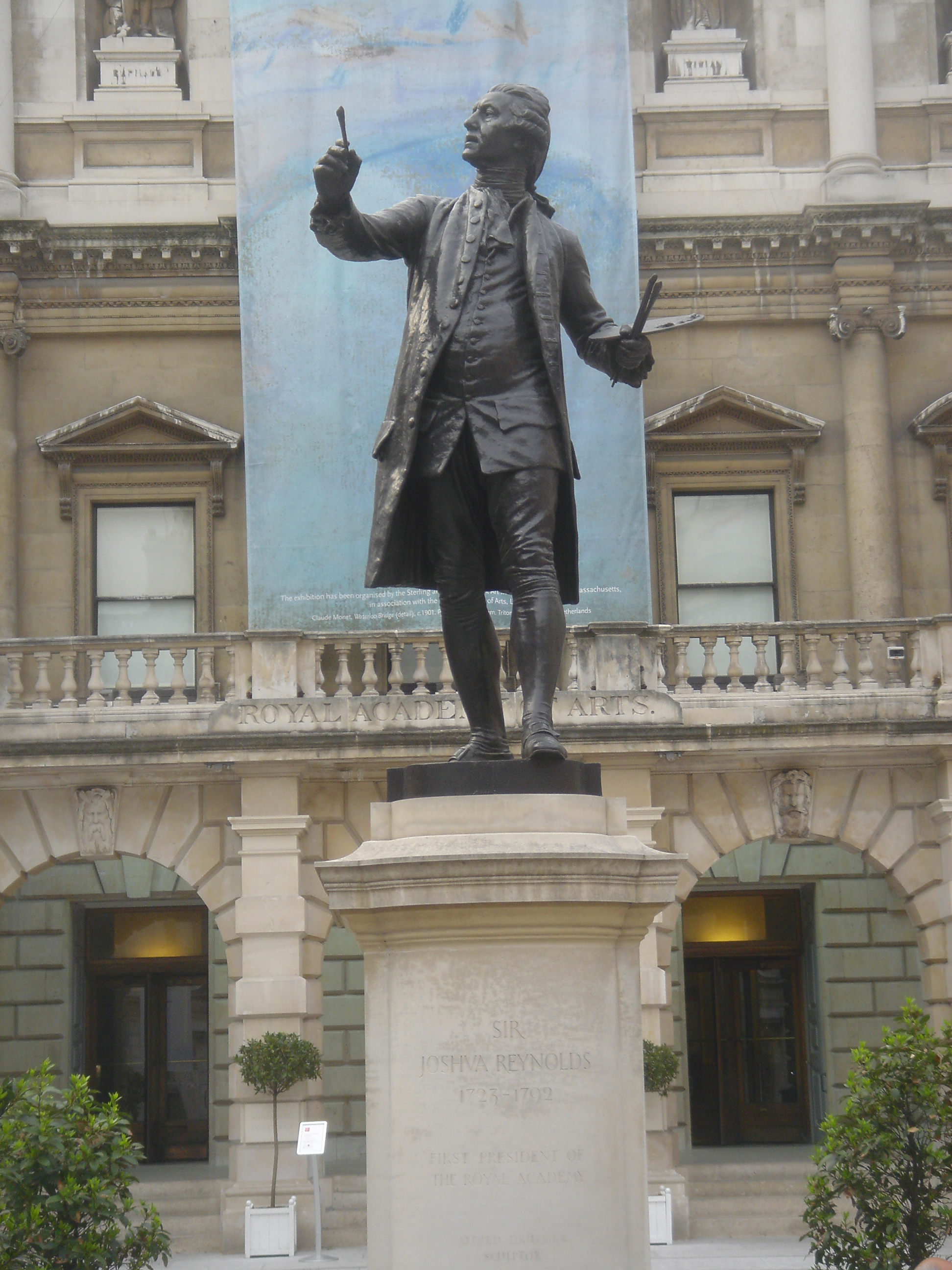
ジョシュア・レノルズ像（ロンドン）
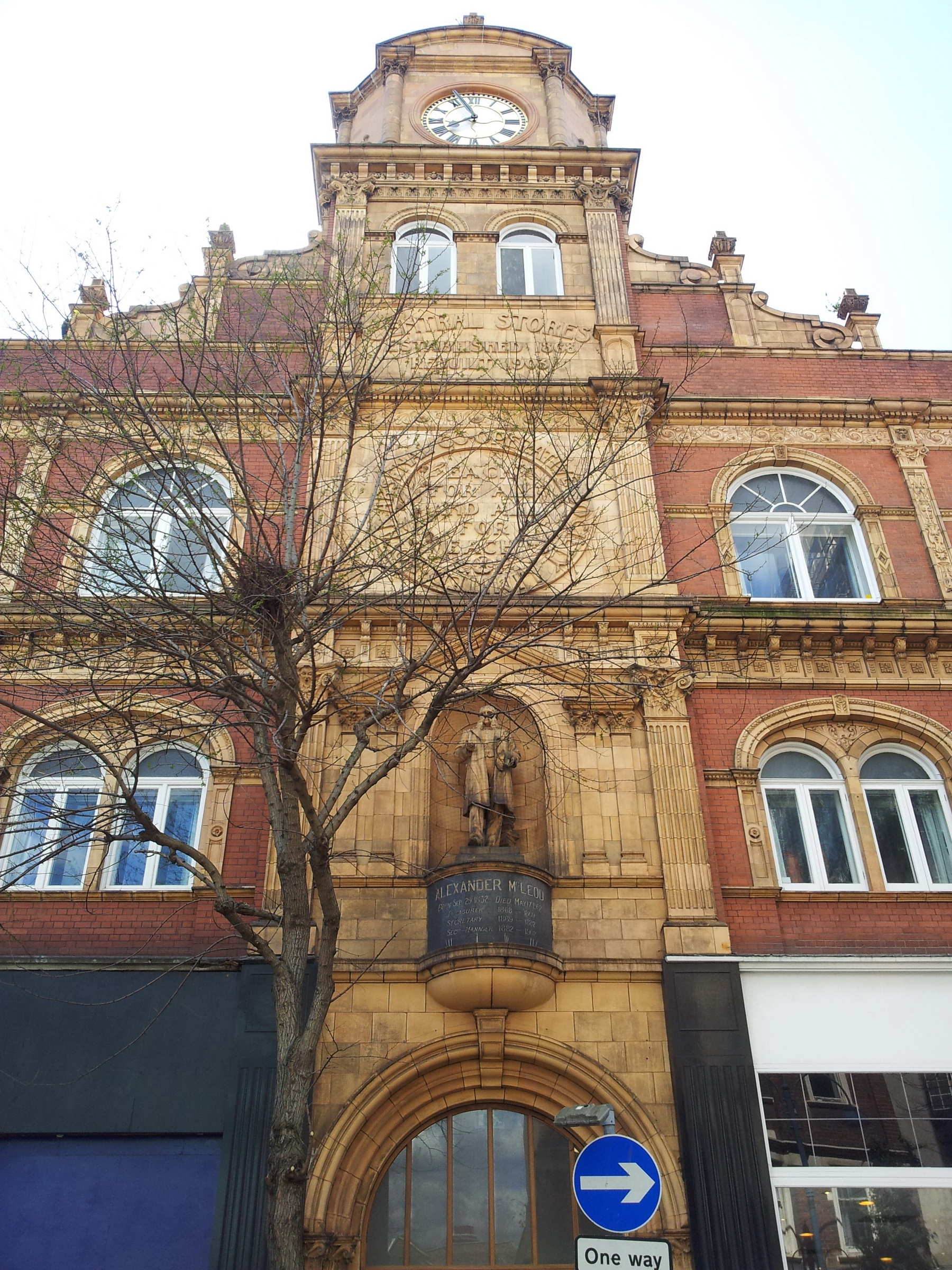
アレクサンダー・マクラウド像（ウーリッジ）
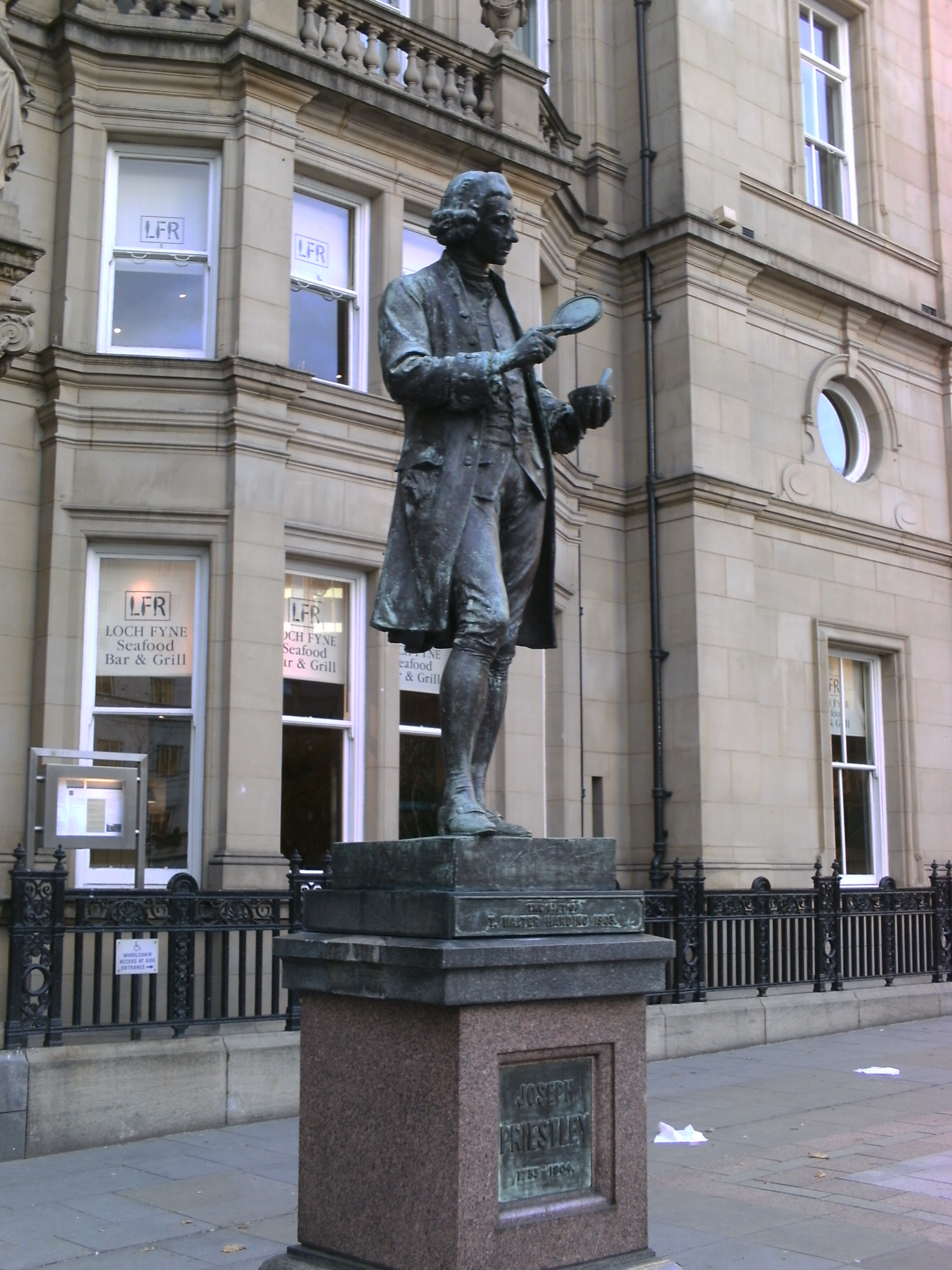
ジョゼフ・プリーストリー像（リーズ）
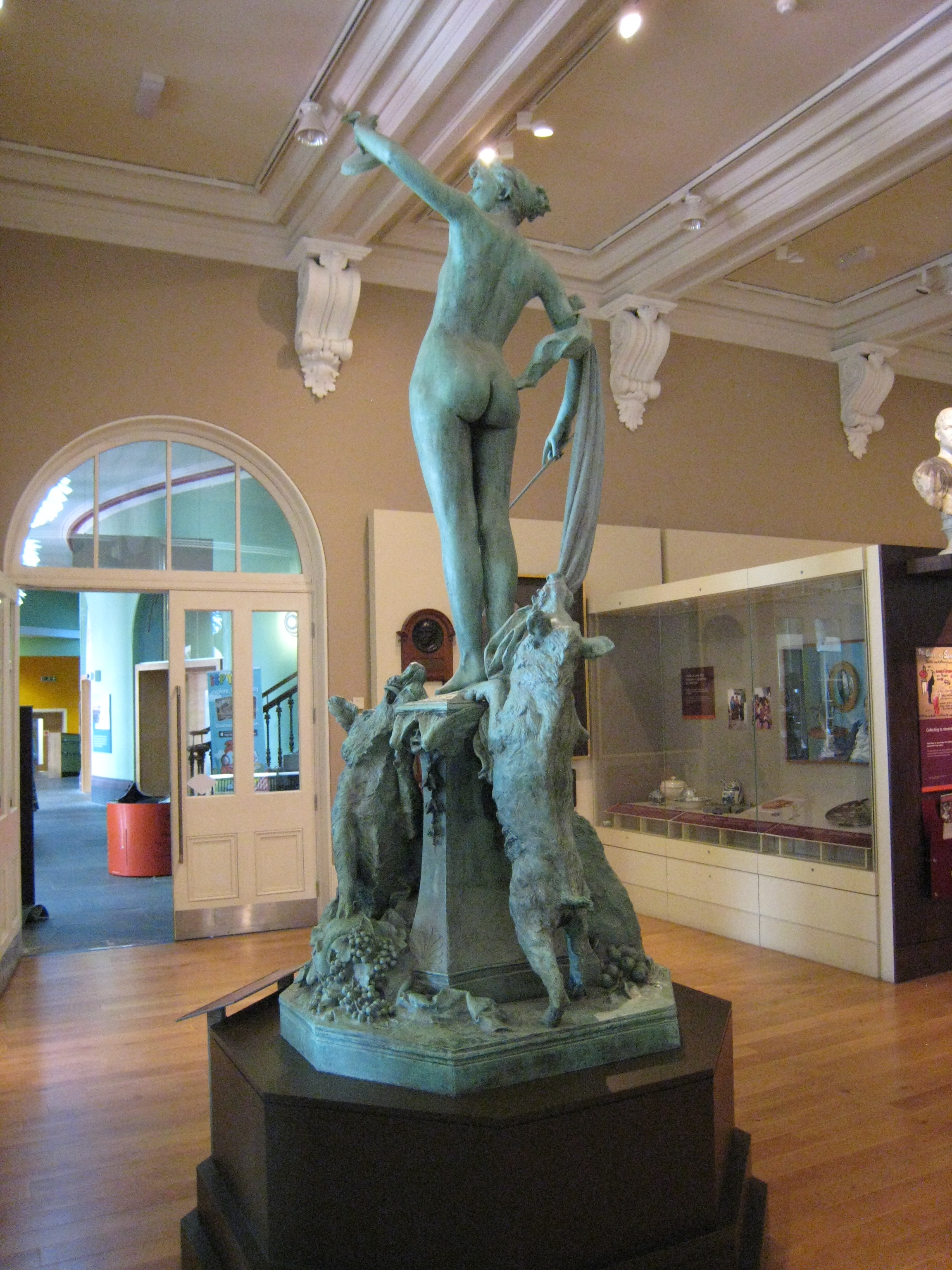
キルケー（リーズシティ・ミュージアム（英語版））